# .bd
.bd je internetová národní doména nejvyššího řádu pro Bangladéš.
Registrace probíhají pouze pro domény na třetí úrovni pod definovanými doménami 2.úrovně (com, edu, ac, net, gov, org, a mil), které odpovídají starším gTLD. Omezení platí pro .gov.bd a .mil.bd, které jsou rezervované pro vládní instituce Bangladéše.